# Свен Якобссон
Свен Якобссон (швед. Sven Jacobsson, нар. 17 квітня 1914 — пом. 9 липня 1983) — шведський футболіст, що грав на позиції півзахисника.
Виступав за клуб ГАІС, а також національну збірну Швеції.

## Клубна кар'єра
У дорослому футболі дебютував 1934 року виступами за команду клубу ГАІС, кольори якої і захищав протягом усієї своєї кар'єри гравця, що тривала вісімнадцять років. 
Помер 9 липня 1983 року на 70-му році життя.

## Виступи за збірну
1937 року дебютував в офіційних матчах у складі національної збірної Швеції. Протягом кар'єри у національній команді, яка тривала 11 років, провів у формі головної команди країни лише 7 матчів, забивши 1 гол.
У складі збірної був учасником чемпіонату світу 1938 року у Франції, де взяв участь у двох матчах і відзначився автоголом у програному з рахунком 1:5 півфінальному матчі проти збірної Угорщини, ставши таким чином лише третім гравцем в історії, який забивав у власні ворота у фінальних частинах чемпіонатів світу.